# РХМ
РХМ «Кашалот» — советская разведывательная химическая машина. Создана на базе многоцелевого легкобронированного тягача МТ-ЛБ.

## Описание
РХМ «Кашалот» (РХМ-К в варианте машины командира батальона РХБЗ) предназначена для разведки радиационной, химической, а также неспецифической бактериологической обстановки. Для выполнения поставленных задач машина оборудована различными приборами и средствами наблюдения.

### Броневой корпус и башня
Корпус машины имеет лёгкое бронирование и является несущей конструкцией. Агрегаты трансмиссии находятся в передней части корпуса. В средней части располагается боевое отделение и специальное оборудование. Коэффициент ослабления гамма-нейтронного излучения составляет от 10 до 12. Двигатель находится за боевым отделением в специальном отсеке. В кормовой части корпуса находится отсек со специальным оборудованием. Отсек соединяется с боевым отделением специальной герметичной дверью.

### Средства наблюдения и связи
Для оперативной передачи разведывательных данных и связи с командованием в РХМ установлена УКВ радиостанция Р-123М, оборудованная штыревой антенной высотой 4 метра и обеспечивающая дальность связи до 20 км. Переговоры между экипажем производятся через танковое переговорное устройство Р-124.

### Специальное оборудование
Для автоматического определения координат местоположения во время ведения разведки в РХМ установлено оборудование навигации ТНА-3. Оборудование позволяет определять координаты положения машины Xi и Yi, а также дирекционный угол αi. Общее время работы системы без осуществления переориентирования составляет от 3 до 3,5 часов.
При движении по заражённым участкам местности РХМ может с помощью специальных средств обозначать границы участков и границы безопасных проходов. Средства обозначения находятся в кормовой части машины. Кроме средств обозначения в машине имеются реактивные сигналы химической тревоги. Сигнальные ракеты располагаются снаружи в специальных кассетных кронштейнах. Ракеты могут выстреливаться на высоту до 200 метров, при этом видимость сигнальной ракеты обеспечивается на расстояниях не менее 800 метров в течение 12 секунд.
В состав специального оборудования РХМ также входили:
1. МК-3М — метеокомплект № 3М для слежения за метеорологической обстановкой, наблюдения за температурой воздуха и направлением ветра;
2. ИДК-1 — дегазационный комплект для обработки машины;
3. ФВУ — фильтро-вентиляционная установка для очистки воздуха внутри машины от химических отравляющих веществ и радиоактивной пыли.

## Операторы
- СССР — 35 единиц РХМ в зоне «до Урала», по состоянию на 1991 год[4], перешли к образовавшимся после распада государствам:
  -  Россия — в/ч № 20634. 19-я отдельная мотострелковая Воронежско-Шумлинская Краснознамённая орденов Суворова и Трудового Красного Знамени бригада (19 омсбр): 5 единиц РХМ по состоянию на 2000 год.[5]
  -  Украина — в/ч № А0312 (пгт Машевка) 536-я центральная база ремонта и хранения (вооружения радиационной, химической, биологической защиты): 20 единиц списаны в 2005 году[6] и 11 единиц в 2013 году[7].